# Исибаси, Тандзан
Тандзан Исибаси (яп. 石橋 湛山 Исибаси Тандзан, 25 сентября 1884 — 25 апреля 1973) — политический деятель, журналист, учёный-экономист, а также премьер-министр Японии с 23 декабря 1956 года по 25 февраля 1957 года.

## Биография

### Ранние годы
Родился Исибаси в Токио, в семье настоятеля буддийского монастыря секты Нитирэн. Тандзан — было его монашеским именем, его мирским именем было Сёдзо (яп. 省三 Сё:дзо:). В 1907 году завершил получение философского образования в университете Васэда. В университете на Исибаси сильно повлияли либеральные взгляды его учителя — известного японского философа Одо Танаки.
Недолго работал журналистом в газетах «Васэда бунгаку» и «Майнити симбун». После службы в армии, в 1911 году, присоединяется к редакции журнала «Восточное экономическое обозрение» (яп. 東洋経済新報 То:ё: кэйдзай симпо:), который был известен своей ультралиберальной направленностью. К 1924 году Исибаси становится главным редактором журнала, эту должность он занимает до окончания Второй мировой войны. С 1934 году начинает также издавать англоязычный журнал «Oriental Economist». В 1939 году становится президентом компании.
В годы редакторской деятельности почти каждое значимое событие получало от Исибаси язвительный, либеральный комментарий. Несмотря на то что Исибаси был широко известен как либерал, правительственные чины высоко ценили его экономическую экспертизу. Даже после начала войны и особо сильных репрессий Исибаси часто вызывали для работы в качестве советника.

### Политическая карьера
После окончания войны Исибаси входит в политику и играет важную роль в восстановлении японской экономики. Вначале присоединяется к Социалистической партии, но на первых послевоенных выборах, в мае 1946 года, являлся кандидатом от Либеральной партии (яп. 日本自由党 Нихон Дзию:то:), но в парламент не прошёл. Тем не менее Сигэру Ёсида назначает его министром финансов в своём кабинете. Годом позже, на новых выборах, был избран в палату представителей от округа Сидзуока. Но в этом же году Исибаси попал в многочисленную группу людей, которые преследовались союзными оккупационными властями в рамках борьбы со сторонниками старого милитаристского режима, и ему, как и многим другим, запрещалось занимать любые общественные должности вплоть до 1951 года.
С декабря 1954 года по декабрь 1956 года министр внешней торговли и промышленности в кабинете Итиро Хатоямы. Исибаси помогает Хатояме организовать Японскую демократическую партию (яп. 日本民主党 Нихон Минсюто:). После слияния Демократической и Либеральной партий, в 1955 году, образуется Либерально-демократическая партия, одну из фракций которой возглавляет Исибаси.

### Премьер-министр
14 декабря 1956 года Хатояма уходит в отставку. ЛДП проводит голосование за кандидатуру нового президента партии, фаворитом на это место был Нобусукэ Киси, но Исибаси, объединившись с другим кандидатом (Кодзиро Исии), набирает большинство (258 против 251) и становится президентом партии и новым премьер-министром Японии. На посту премьера Исибаси в целом продолжил линию Хатоямы, выступал за «независимую дипломатию» и развитие экономических отношений с Китайской Народной Республикой и Советским Союзом. Во внутренней политике Исибаси предлагал стимулировать производство, чтобы достичь полной занятости населения. Кабинет Исибаси оказался нестабильным из за внутрипартийных фракционных разногласий. 31 января 1957 года из-за серьёзных проблем со здоровьем Исибаси был вынужден назначить исполняющим обязанности Нобусукэ Киси, а 25 февраля подал в отставку.

### Дальнейшая жизнь
Несмотря на слабое здоровье, с 1959 года по 1960 год, является президентом общества «Япония — СССР», а также входит в Ассоциацию содействия международной торговли в Японии. С 1952 года по 1968 год занимал должность президента университета Риссё. В 1964 году, для улучшения торговых связей, путешествует по России и Европе. В 1959 году посещает Китай, где проводит переговоры с Чжоу Эньлаем, в 1963 году возвращается туда в качестве председателя японской торговой выставки. Он выступал за многосторонний мирный договор между Японией, США, Китаем и Советским Союзом, но его все более прогрессивная политика сделала его непопулярным в Либерально-демократической партии, и он потерпел поражение на выборах 1963 года. Умер 25 апреля 1973 года в возрасте 88 лет.